# Блом, Эрик
Эрик Вальтер Блом (англ. Eric Blom; 20 августа 1888, Берн — 11 апреля 1959, Лондон) — английский музыковед и лексикограф.

## Биография
Эрик Блом родился в Берне; его отец был наполовину немцем, наполовину англичанином, а мать — швейцаркой. Получил образование на немецком языке, позже переехал в Англию, где и опубликовал свои первые работы.
В 1919—1926 годах совместно с Розой Ньюмарч писал программы пояснения к концертам лондонского «Нью Куинс-холл оркестра» и для Нориджского фестиваля. В 1923—1931 годах был лондонским корреспондентом газеты «Манчестер Гардиан», после чего в 1931—1946 годах работал музыкальным критиком газеты «Birmingham Post». С 1949 года был музыкальным редактором газеты «Observer». В 1937—1950 и 1954—1959 годах был редактором журнала «Music and Letters». С 1946 по 1954 год — редактор переработанного 5-го издания «Словаря музыки и музыкантов» (Dictionary of music and musicians, 1-9 тома) Дж. Гроува.
В Лондоне занимался анализом формы классических произведений, в том числе опер В. А. Моцарта), переводил тексты вокальных произведений, для серии «Мастера музыканты» («Master Musicians») написал отдельный том, посвящённый Моцарту.

## Сочинения
- «Stepchildren of music» (Лондон, 1925; Нью-Йорк, 1967)
- «A general index to modern msical literature in the English language» (Лондон, 1927; Нью-Йорк, 1970)
- «Tschaikowsky’s orchestrial works» (Лондон, 1927)
- «The limitations of music» (Лондон, 1928)
- «Mozart» (Лондон, 1935; Нью-Йорк, 1963)
- "Beethoven’s pianoforte sonatas discussed (1938, 1968)
- «A musical postbag» (Лондон, 1941)
- «Music in England» (Нью-Йорк, 1942)
- «Some great composers» (Лондон, 1944, 1961)
- «Everyman’s dictionary of music» (Лондон, 1946; Нью-Йорк, 1962)
- «Major and Minor» (Лондон, 1958)